# Вадовишки окръг
Вадовишки окръг (на полски: Powiat wadowicki) е окръг в Южна Полша, Малополско войводство. Заема площ от 644,40 км2. Административен център е град Вадовице.

## География
Окръгът се намира в историческия регион Малополша. Разположен е в западната част на войводството.

## Население
Населението на окръга възлиза на 158 354 души (2012 г.). Гъстотата е 246 души/км2.

## Административно деление
Административно окръгът е разделен на 10 общини.
Градско-селски общини:
- Община Андрихов
- Община Вадовице
- Община Калвария Зебжидовска

Селски общини:
- Община Бжежница
- Община Лянцкорона
- Община Мухаж
- Община Спитковице
- Община Стришов
- Община Томице
- Община Вепж

## Фотогалерия
- Андрихов
- Вадовице
- Калвария Зебжидовска